# Mecanismo de precios
En economía, un mecanismo de precios es la forma en que las ganancias de bienes o servicios afectan la oferta y la demanda de bienes y servicios, principalmente por la elasticidad precio de la demanda . Un mecanismo de precios afecta tanto al comprador como al vendedor que negocian los precios. Un mecanismo de precios, parte de un sistema de mercado, comprende varias formas de hacer coincidir a compradores y vendedores.
El mecanismo de precios es un modelo económico en el que el precio juega un papel clave en la dirección de las actividades de los productores, consumidores y proveedores de recursos. Un ejemplo de mecanismo de precios utiliza precios de oferta y demanda anunciados. En términos generales, cuando dos partes desean comerciar, el comprador anunciará un precio que está dispuesto a pagar (el precio de oferta) y el vendedor anunciará un precio que está dispuesto a aceptar (el precio de demanda).
La principal ventaja de este método es que las condiciones se establecen de antemano y las transacciones pueden realizarse sin permiso o autorización adicional de ningún participante. Cuando cualquier par de oferta y demanda es compatible, se produce una transacción, en la mayoría de los casos de forma automática.
Paul Samuelson escribió que "el mecanismo de precios, que funciona a través de la oferta y la demanda en mercados competitivos, opera para responder (simultáneamente) a los tres problemas fundamentales de la organización económica en nuestro sistema mixto de empresas privadas..." y establecer un sistema de precios de equilibrio y producción. En el equilibrio competitivo, el valor que la sociedad asigna a un bien es equivalente al valor de los recursos invertidos para producirlo (el beneficio marginal es igual al costo marginal). Esto asegura la eficiencia asignativa: el valor adicional que la sociedad asigna a otra unidad del bien es igual a lo que la sociedad debe renunciar en recursos para producirlo.

## Funcionamiento del mecanismo de precios
Bajo un mecanismo de precios, si la demanda aumenta, los precios subirán, provocando un movimiento a lo largo de la curva de oferta.
Por ejemplo: la crisis del petróleo de la década de 1970 hizo que los precios del petróleo subieran drásticamente, lo que a su vez provocó que varios países comenzaran a producir petróleo a nivel nacional.
Un mecanismo de precios afecta a toda situación económica a largo plazo. El mecanismo de precios juega un papel vital en la determinación de los precios en una economía capitalista. Un ejemplo de los efectos de un mecanismo de precios, en el largo plazo, es el del combustible para los automóviles. Si el combustible se vuelve más caro, entonces la demanda de combustible no disminuirá rápidamente, pero finalmente las empresas comenzarán a producir alternativas como el biodiésel y los automóviles eléctricos. Un mecanismo de precios es un sistema mediante el cual la asignación de recursos y la distribución de bienes y servicios se realizan sobre la base del precio relativo de mercado. Hay dos elementos importantes del mecanismo de precios:
1. PRECIOS: los precios son la esencia del mecanismo de precios. El mecanismo de precios funciona a través de los precios en una economía de libre empresa, donde todos los bienes y servicios llevan consigo etiquetas de precio. En una economía así prevalece todo un conjunto de precios. Los bienes y servicios están disponibles a un precio porque implica un costo de producción de estos bienes y servicios. Los consumidores tienen que pagar algunos precios si quieren comprar algunos bienes como alimentos, ropa, etc. Los productores están dispuestos a vender bienes y servicios sólo si obtienen el precio adecuado.
2. MERCADO: las fuerzas de la oferta y la demanda operan dentro del marco del mercado. Mercado constituye una parte integral del mecanismo de precios . Un mercado significa un sistema o una configuración en la que los compradores y vendedores de un bien pueden interactuar y comunicarse entre sí y llegar a un acuerdo, es decir, el precio y la cantidad a ser comprado y vendido.

## Subastas
Una subasta es un mecanismo de precios en el que los postores pueden hacer ofertas competitivas por un bien. La oferta mínima puede o no ser fijada por el vendedor, quien puede optar por predeterminar un precio mínimo de venta. El mejor postor se adjudicaría la transacción.

## Otras aplicaciones
Si los términos "pagar" y "vender" se entienden de manera muy general, entonces de esta manera se puede habilitar una gama muy amplia de aplicaciones y diferentes sistemas de mercado. Las páginas de citas por Internet, por ejemplo, podrían basarse en ofertas para hablar durante un período de tiempo, aceptadas por quienes reciben una compensación no en dinero sino en créditos adicionales para seguir utilizando el sistema. O bien, un partido político podría intercambiar apoyo por diferentes medidas en una plataforma, tal vez usando la votación de asignación para "ofertar" una cierta cantidad de apoyo para una medida que un líder les ha "pedido" que apoyen: si la medida tiene suficiente apoyo en el partido, el líder procederá; un modelo muy explícito del llamado "capital político".
Aunque existen muchas preocupaciones sobre la liquidación de cualquier transacción determinada, incluso en un mercado convencional, hay ideologías que sostienen que los riesgos son compensados por una cita eficiente. En el comercio de emisiones de gases de efecto invernadero, las empresas que hacen las "ofertas" argumentan que se puede considerar que la atmósfera de la Tierra se ve afectada casi uniformemente por las emisiones en cualquier lugar de la Tierra. Sostienen además que, como resultado, casi no hay efectos locales, y sólo un efecto de cambio climático mensurable y ampliamente aceptado, de una emisión de gases de efecto invernadero, lo que justifica un enfoque de "límites y comercio". Algo más controvertido es que el enfoque se aplicó incluso antes a las emisiones de dióxido de azufre en los Estados Unidos y tuvo bastante éxito en reducir la producción general de esmog allí.
Sin embargo, en la mayoría de las aplicaciones de tales métodos, el resultado integral de la transacción no se mide tan fácilmente ni se acuerda universalmente. Algunos teóricos afirman que, con controles apropiados, un mecanismo de mercado puede reemplazar una jerarquía, incluso una jerarquía de mando, ordenando acciones por las cuales se recibe la oferta más alta:
Entonces, el mecanismo de precios es una técnica mediante la cual se controla la inflación. El precio sólo se puede aumentar si la oferta es menor y hay más demanda del mismo.
Las aplicaciones menos controvertidas de comparación de ofertas y demandas incluyen:
- control de procesos industriales[cita requerida]
- varias aplicaciones en redes sociales (incluidas las citas anteriores)
- calcular el interés en sentencias judiciales o crédito familiar
- determinar cuáles de varios activos en un divorcio son los más apreciados por cada parte y, en consecuencia, quién debe recibir qué por la máxima amabilidad y el mínimo capital para la venta de activos y la alteración del estilo de vida.